# Dipteronia sinensis
Dipteronia sinensis es una especie vegetal del género Dipteronia, endémica de China continental, y considerada dentro de la familia Sapindaceae sensu lato, según el Grupo de Filogenia de las Angiospermas (APG I 1998, APG II 2003) y, más recientemente (Harrington et al. 2005)), o tradicionalmente, por varios autores, en Aceraceae, emparentada con los arces.
Dipteronia sinensis es un arbusto o árbol pequeño de hoja caduca que alcanza entre 10 y 15 m de altura. La disposición de las hojas es opuesta y pinnada. Las inflorescencias son paniculadas, terminales o axilares. Las flores tienen cinco sépalos y pétalos; las flores estaminadas tienen ocho estambres, y las flores bisexuales tienen un ovario bicelular. El fruto es una sámara redondeada que contiene dos nuececillas comprimidas, planas, rodeadas por una amplia ala que vira de verde claro a rojo con la maduración.